# 小惠乡
小惠乡是中国陕西省渭南市富平县下辖的一个乡。

## 行政区划
小惠乡下辖以下行政区：
小惠村、牙道村、忠惠村、樊家村、西村、果坊村、石灰道村、田村